# گریگوری میسوتین
گریگوری میسوتین (به انگلیسی: Grigory Misutin) ژیمناست زادهٔ ۲۹ دسامبر ۱۹۷۰ میلادی اهل کشور اوکراین است.